# Shaka (gest)

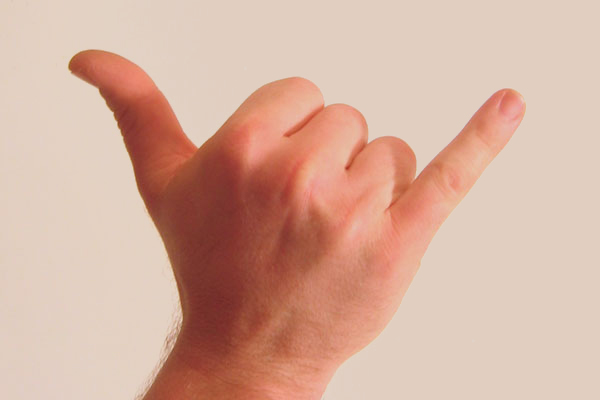
Gest „shaka” jest powszechnie używany jako gest powitalny w kulturze surferów

Shaka, hang loose – gest powitalny wywodzący się z kultury hawajskiej. Najszerzej używany przez subkulturę surferów. Wykonanie gestu polega na podniesieniu ręki z równoczesnym zaprezentowaniem drugiej osobie zewnętrznej strony dłoni z wyprostowanym kciukiem oraz małym palcem, przy równoczesnym zwinięciu pozostałych palców w pięść; często towarzyszą krótkie, energiczne ruchy nadgarstkiem do i od siebie.
Rdzenni mieszkańcy Hawajów używają shaka w celu przekazania tzw. „energii aloha”, gestu przyjaźni i zrozumienia pomiędzy poszczególnymi grupami etnicznymi, znajdującymi się na Hawajach. Z tego powodu także gest ten nie ma bezpośredniego odpowiednika w dosłownym tłumaczeniu. W zależności od kontekstu, w jakim używany jest ów gest, może on oznaczać także: „dziękuję”, „cześć”, „jak się masz” itd.

Poza obszarem Hawajów, Shaka może oznaczać także „wyluzuj”, „witaj”, „żegnaj”, „trzymaj się” lub „w porządku”, przy czym konkretne znaczenie gestu zależy także od kontekstu w jakim został on użyty.
Shaka stosowana jest także często przez kierowców na drogach oraz na zdjęciach w celu przekazania serdecznego pozdrowienia na odległość. 